# Megistophylla pentaphylla
Megistophylla pentaphylla är en skalbaggsart som beskrevs av Gilbert John Arrow 1925. Megistophylla pentaphylla ingår i släktet Megistophylla och familjen Melolonthidae. Inga underarter finns listade i Catalogue of Life.